# یوزف تاوخنر
یوزف تاوخنر (آلمانی: Josef Tauchner؛ زادهٔ ۱۰ فوریهٔ ۱۹۲۹) وزنه‌بردار اهل اتریش بود.